# Vedruka
Koordinaten: 58° 20′ N, 22° 2′ O
Vedruka (deutsch Vetterock) ist ein Dorf (estnisch küla) auf der größten estnischen Insel Saaremaa. Es gehört zur Landgemeinde Saaremaa (bis 2017: Landgemeinde Kihelkonna) im Kreis Saare.
Das Dorf hat elf Einwohner (Stand 31. Dezember 2011). Es liegt 27 Kilometer nordwestlich der Inselhauptstadt Kuressaare.
Der Ort wurde erstmals 1559 urkundlich erwähnt.